# آنیا برین
آنیا برین (انگلیسی: Anja Breien؛ زادهٔ ۱۲ ژوئیهٔ ۱۹۴۰) کارگردان فیلم، و فیلم‌نامه‌نویس اهل نروژ است.